# Pristolepis malabarica
Малаба́рський пристоле́піс (Pristolepis malabarica) — вид прісноводних риб з роду пристолепіс (Pristolepis).

## Поширення
Зустрічається в річці Манімала (англ. Manimala River) у штаті Керала, Індія. Це річка з кам'янистим дном та з помірною щільністю прибережної рослинності, її ширина коливається в межах від 20 до 42 метрів.

## Опис
Максимальна стандартна (без хвостового плавця) довжина риб становить 88 мм.
Тіло майже прямокутне, з грубо закругленим контуром, сильно стиснуте з боків. Голова велика, вкрита лускою. Рот озброєний дрібними зубами.
Спинний плавець має 14 твердих і 11-12 м'яких променів, грудні плавці — 12-14 променів (всі м'які), черевні плавці — 1 твердий і 5 м'яких, анальний плавець — 3 твердих і 8-9 м'яких, хвостовий — 14 м'яких променів. Бічна лінія переривається, до розриву налічує 19-23, а після розриву ще 8-11 лусок.

## Історія досліджень
У 1864 році Альберт Гюнтер (нім. Albert Günther), базуючись лише на одному наявному зразку з району Мундакаям (округ Коттаям, штат Керала), описав вид риб під назвою Catopra malabarica. Але вже 1865 року Томас Джердон (англ. T. C. Jerdon) подає цю назву як синонім назви іншого виду Pristolepis marginata. Хоча Френсіс Дей (англ. Francis Day: 1865, 1878, 1889) вважав їх різними видами, більшість таксономістів протягом 150 років дотримувалась думки Джердона. Лише 2013 року індійські вчені зі штату Керала Метьюз Пламутті (англ. Mathews Plamootti) і Нельсон Абрагам (англ. Nelson P. Abraham) провели додаткові дослідження, отримавши 10 зразків Pristolepis malabarica з того ж таки району Мундакаям. У результаті вони дійшли висновку, що Pristolepis malabarica все-таки є окремим видом, відмінним від Pristolepis marginata і Pristolepis rubripinnis, що також водяться в штаті Керала. Ці види відрізняються за формулою плавців, розподілом луски, пропорціями тіла та іншими морфологічними ознаками. Є відмінності й у їх забарвленні. Так відбулося повторне відкриття виду Pristolepis malabarica.